# Swantje Ehlers
Swantje Ehlers (* 1. Januar 1947 in St. Michaelisdonn) ist eine deutsche Literaturwissenschaftlerin und Literaturdidaktikerin.

## Leben und Wirken
Swantje Ehlers legte 1966 am Gymnasium Marne die Reifeprüfung ab und studierte zunächst Medizin an der Universität Marburg. Nach der ärztlichen Vorprüfung (1969) wechselte sie an die Technische Universität Berlin und studierte dort Germanistik und Linguistik. Nach der Promotion zum Dr. phil. 1980 an der TU Berlin mit einer Arbeit über "Die Sinnbildung des Künstlichen. Eine Deutungsmöglichkeit des Romans Die Blendung von Elias Canetti" war sie Assoziierte Professorin in Tokyo, Leiterin eines Forschungsprojekts in Kassel und Lektorin in Wien. Nach der Habilitation an der Universität Wien 1998 war sie seit 1999 Professorin für Germanistische Literaturdidaktik in Gießen (emeritiert 2013).
Ihre Forschungsschwerpunkte sind Literaturdidaktik, Geschichte des Deutschunterrichts, Lesebuch, Lesen in der Erst- und Zweitsprache.

## Schriften (Auswahl)
- Literarische Texte lesen lernen. München 1992, ISBN 3-12-675550-X.
- Lesetheorie und fremdsprachliche Lesepraxis aus der Perspektive des Deutschen als Fremdsprache. Tübingen 1998, ISBN 3-8233-5296-2.
- Der Umgang mit dem Lesebuch. Analyse - Kategorien - Arbeitsstrategien. Baltmannsweiler 2003, ISBN 3-89676-626-0.
- Studienbuch zur Analyse und Didaktik literarischer Texte. Baltmannsweiler 2011, ISBN 978-3-8340-0894-7.
- Der Roman im Deutschunterricht. Paderborn 2017, ISBN 3-8252-4744-9.
- Literaturdidaktik. Eine Einführung. Stuttgart 2021, ISBN 978-3-15-011071-3.